# Pterolophia obliquefasciata
Pterolophia obliquefasciata là một loài bọ cánh cứng trong họ Cerambycidae.